# هاینکل هائی ۴۶
هاینکل هائی ۴۶ (به آلمانی: Heinkel He 46) یک هواگرد تک‌باله تک‌موتوره دو سرنشین از گونه شناسایی و رابط ساختِ شرکت هاینکل در آلمان بود که اوایل جنگ جهانی دوم به صورت محدود در لوفت‌وافه خدمت کرد.

## طراحی و توسعه
هواگرد هاینکل هائی ۴۶ در پاسخ به نیاز لوفت‌وافهٔ در حال تشکیل به یک هواگرد شناسایی و رابط طراحی شد. هائی ۴۶آ، نخستین پیش‌نمونه پیکربندی دوبالهٔ نامساوی داشت. بال پایین جلوی دید دیده‌بان را می‌گرفت؛ بدین سبب به زودی حذف شد. در نتیجه طول بال چتری بالا ۲٫۵ متر افزایش یافت. نیرو محرکه را یک موتور تولید تحت لیسانس بریستول ژوپیتر با توان ۴۵۰ اسب بخار (۳۳۶ کیلووات) تأمین می‌کرد. هائی ۴۶ب، دومین پیش‌نمونه سال ۱۹۳۲ نخستین بار با این موتور به پرواز درآمد. موتور بعداً به برامو سام ۲۲ب تغییر کرد که مخصوص نسخه تولید از مدل ها ۴۶سی بود.
مدل تولید هائی ۴۶سی (بعدا هائی ۴۶سی-۱) می‌توانست یک دوربین یا ۲۰ بمب ۱۰ کیلوگرمی به صورت عمودی در پشت اتاقک حمل کند. بیست فروند از هواگردهای این مدل ماه سپتامبر سال ۱۹۳۸ برای استفاده نیروهای ملی‌گرا به جنگ داخلی اسپانیا فرستاده شد. هواگردهای مشابهی نیز برای بلغارستان تولید گردید که در پوسته موتور ناکا داشتند.
بهبودهای جزئی در شش فروند مدل پیش‌تولید هائی ۴۶ده-۰ اعمال شد. استفاده از پوسته موتور ناکا مدل تولید هائی ۴۶ایی-۱ را پدیدآورد؛ با این حال به جهت مشکلات تعمیرپذیری موتور این هواگردها اغلب بدون پوسته موتور پرواز می‌کردند. تعدادی از آن‌ها به مجارستان تحویل گردید.
در مدل هائی ۴۶اف بدنه مدل هائی ۴۶سی با یک موتور آرمسترانگ سیدلی پانتر ۵۶۰ اسب بخار (۴۱۸ کیلووات) ترکیب شد که ۱۴ فروند از مدل‌های هائی ۴۶اف-۱ و هائی ۴۶اف-۲ از گونه شناسایی غیر مسلح را پدیدآورد.

## تولید
جز پیش‌نمونه‌ها، بین سال‌های ۱۹۳۳ تا ۱۹۳۶ مجموعاً ۴۷۸ فروند از تمامی نسخه‌های هواگرد هائی ۴۶ در کارخانه هاینکل در وارنمونده (۲۰۰ فروند) و در شرکت‌های فیزلر (۱۲ فروند)، گوتا (۲۴ فروند)، میاک در لایپزیش (۸۳ فروند) و زیبل (۱۵۹ فروند) تولید شد.

## تاریخچه عملیاتی
اسکاداران‌های شناسایی لوفت‌وافه از سال ۱۹۳۶ به هواگردهای هائی ۴۶ مجهز شدند. این هواگردها از سال ۱۹۳۸ به مرور با مدل جدیدتر هنشل هااس ۱۲۶ جایگزین گشتند؛ با این حال هنگام آغاز جنگ جهانی دوم پنج اسکادران همچنان آن‌ها را در خدمت داشتند. یکی از این اسکادران‌ها در نبرد لهستان حضور داشت. تا هنگام آغاز نبرد فرانسه در ماه مه سال ۱۹۴۰ هواگردهای هائی ۴۶ دیگر تنها در وظایف ثانویه مورد استفاده بودند؛ جز هشت فروند که در اختیار اسکادران شناسایی اوبروست فرماندهی عالی لوفت‌وافه بودند. مجارستانی‌ها از هواگردهای هائی ۴۶ خود در ماه‌های اولیه جبهه شرقی استفاده کردند. لوفت‌وافه از سال ۱۹۴۳ هائی ۴۶ را در گروه‌های رزمی شبانه در نقش هواگرد تهاجمی سبک در جبهه شرقی به‌کار برد که این کار تا انحلال این یگان‌ها ادامه داشت.

## مشخصات فنی
هائی ۴۶سی-۱:
مشخصات عمومی
- خدمه: ۲ نفر
- طول: ۹٫۵ متر
- طول بال: ۱۴ متر
- ارتفاع: ۳٫۴۵ متر
- مساحت بال: ۳۲٫۲ متر مربع
- وزن خالی: ۱٬۷۶۵ کیلوگرم

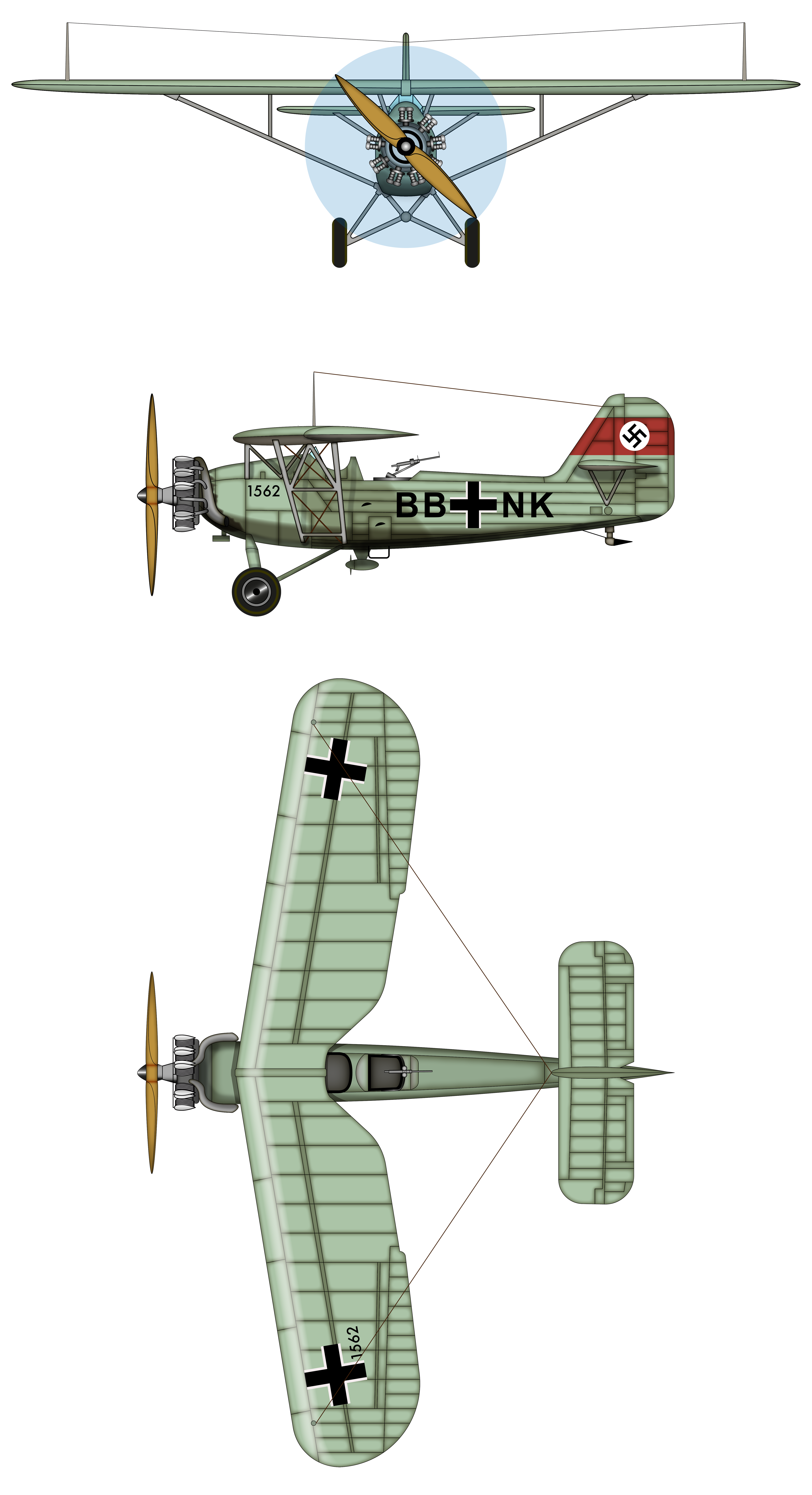

- حداکثر وزن هنگام برخاستن: ۲٬۳۰۰ کیلوگرم
- نیرومحرکه: ۱ × موتور شعاعی پیستونی ۹ سیلندر برامو سام ۲۲ب: ۶۵۰ اسب بخار (۴۸۵ کیلووات)

عملکرد
- حداکثر سرعت: ۲۵۰ کیلومتر بر ساعت
- پایاسیر: ۲۱۰ کیلومتر بر ساعت
- برد: ۱٬۰۰۰ کیلومتر
- سقف پرواز: ۶٬۰۰۰ متر

تسلیحات
- ۱ × مسلسل ۷٫۹۲ میلی‌متری ام‌گه ۱۵
- ۲۰ × بمب ۱۰ کیلوگرمی درون بدنه